# Xonrupt-Longemer
Xonrupt-Longemer (prononcé : /ʃɔ̃.ʁy.lɔ̃ʒ.mɛʁ/) est une commune française de moyenne montagne située dans le département des Vosges, en région Grand Est. Elle fait partie de la Communauté de communes des Hautes Vosges et du massif des Vosges.
Ses habitants sont appelés les Xonrupéens.

## Géographie

### Localisation

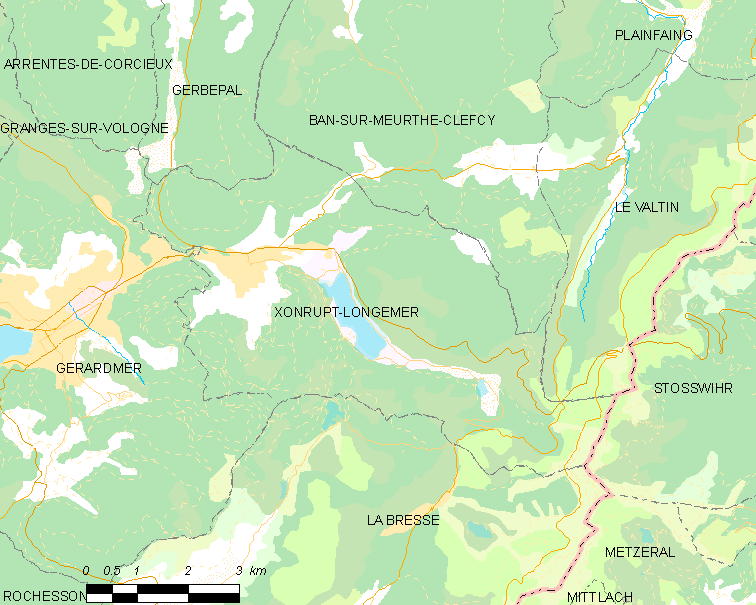
Carte de Xonrupt-Longemer.

La commune occupe la haute vallée de la Vologne qui s'étend jusqu'au col de la Schlucht. La vallée encaissée, modelée par les glaciers du Quaternaire, accuse une altitude minimale de 642 m. 
Le lac de Longemer se situe en amont du centre, à l'altitude de 736 m, le lac de Retournemer à 776 m, et le point culminant, voisin du Hohneck, est le Haut de Falimont (1 306 m).
C'est une des 201 communes du parc naturel régional des Ballons des Vosges, réparties sur quatre départements : les Vosges, le Haut-Rhin, le Territoire de Belfort et la Haute-Saône.

### Communes limitrophes
| Gerbépal Gérardmer | Gerbépal Ban-sur-Meurthe-Clefcy | Le Valtin                     |
| Gérardmer          | Xonrupt-Longemer                | Le Valtin Stosswihr Haut-Rhin |
| Gérardmer          | La Bresse                       | Stosswihr Haut-Rhin La Bresse |

### Géologie et relief
Hydrogéologie et climatologie : Système d’information pour la gestion des eaux souterraines du bassin Rhin-Meuse :
Territoire communal : Occupation du sol (Corinne Land Cover); Cours d'eau (BD Carthage),
Géologie : Carte géologique; Coupes géologiques et techniques,
 Hydrogéologie : Masses d'eau souterraine; BD Lisa; Cartes piézométriques.

### Sismicité
Commune située dans une zone 3 de sismicité modérée.

### Hydrographie et les eaux souterraines
La commune est située dans le bassin versant du Rhin au sein du bassin Rhin-Meuse. Elle est drainée par la Vologne, le ruisseau de Belbriette, le ruisseau de l'Envers des Fies, le ruisseau de Martimpre, le ruisseau de Xonrupt-Longemer, le ruisseau des Faignes Fories, le ruisseau des Plombes et le ruisseau le Blanc Ruxel,.
La Vologne prend sa source à plus de 1 240 mètres d'altitude, sur le domaine du jardin d'altitude du Haut Chitelet, entre le Hohneck et le col de la Schlucht, et se jette dans la Moselle à Jarménil, à 358 m d'altitude.
La qualité des cours d’eau peut être consultée sur un site dédié géré par les agences de l’eau et l’Agence française pour la biodiversité.

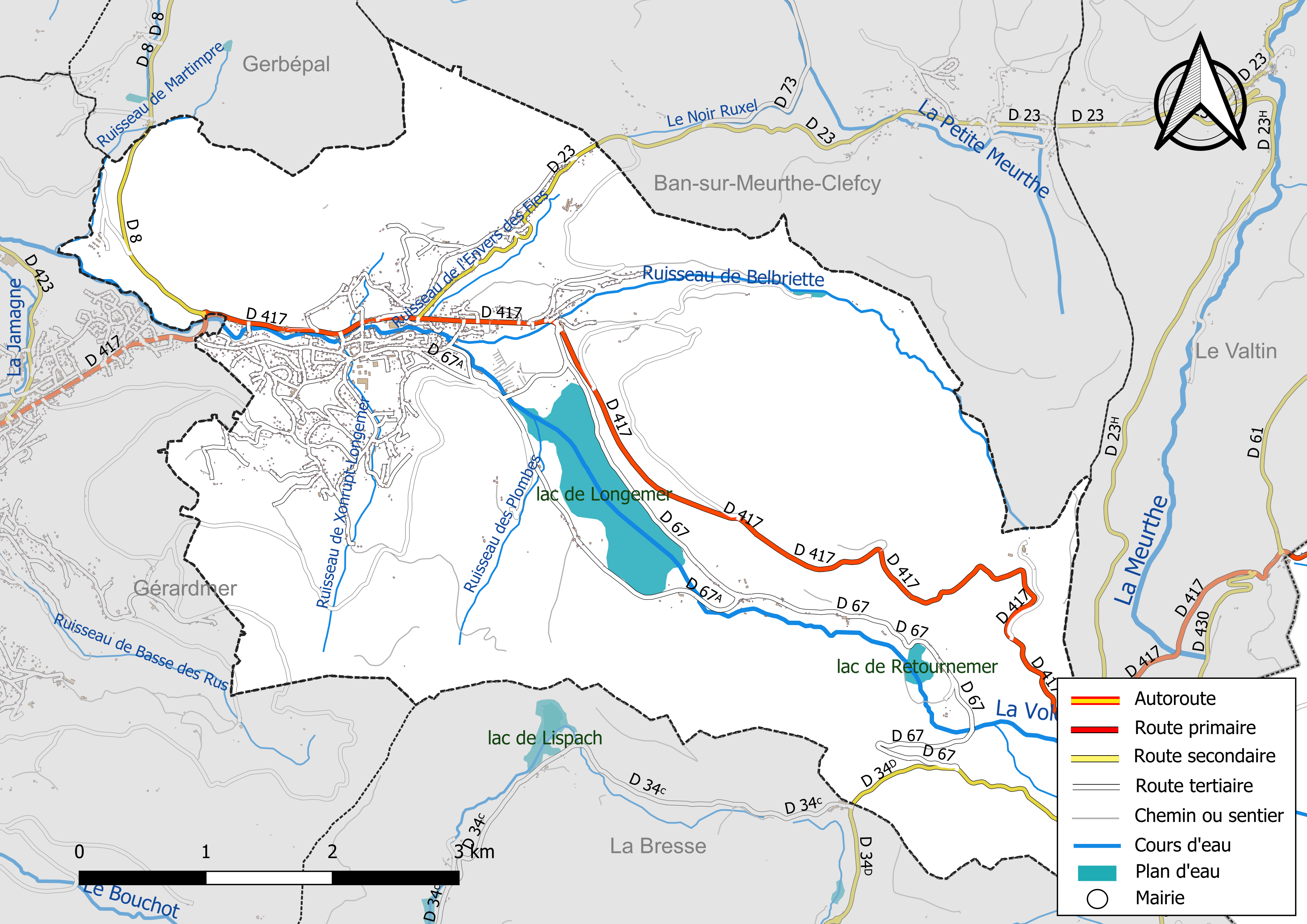
Réseaux hydrographique et routier de Xonrupt-Longemer.

### Climat
Pour des articles plus généraux, voir Climat du Grand Est et Climat des Vosges.
En 2010, le climat de la commune est de type climat de montagne, selon une étude du Centre national de la recherche scientifique s'appuyant sur une série de données couvrant la période 1971-2000. En 2020, Météo-France publie une typologie des climats de la France métropolitaine dans laquelle la commune est exposée à un climat semi-continental et est dans la région climatique  Vosges, caractérisée par une pluviométrie très élevée (1 500 à 2 000 mm/an) en toutes saisons et un hiver rude (moins de 1 °C). 
Pour la période 1971-2000, la température annuelle moyenne est de 7,8 °C, avec une amplitude thermique annuelle de 16,6 °C. Le cumul annuel moyen de précipitations est de 1 679 mm, avec 15,1 jours de précipitations en janvier et 11,5 jours en juillet. Pour la période 1991-2020, la température moyenne annuelle observée sur la station météorologique de Météo-France la plus proche, « Gérardmer », sur la commune de Gérardmer à 4 km à vol d'oiseau, est de 9,1 °C et le cumul annuel moyen de précipitations est de 1 797,3 mm. 
La température maximale relevée sur cette station est de 37 °C, atteinte le 7 août 2015 ; la température minimale est de −20,5 °C, atteinte le 20 décembre 2009,,. 
Les paramètres climatiques de la commune ont été estimés pour le milieu du siècle (2041-2070) selon différents scénarios d'émission de gaz à effet de serre à partir des nouvelles projections climatiques de référence DRIAS-2020. Ils sont consultables sur un site dédié publié par Météo-France en novembre 2022.

## Urbanisme

### Typologie
Au 1er janvier 2024, Xonrupt-Longemer est catégorisée bourg rural, selon la nouvelle grille communale de densité à sept niveaux définie par l'Insee en 2022.
Elle appartient à l'unité urbaine de Gérardmer, une agglomération intra-départementale regroupant deux  communes, dont elle est une commune de la banlieue,,. Par ailleurs la commune fait partie de l'aire d'attraction de Gérardmer, dont elle est une commune de la couronne,. Cette aire, qui regroupe 13 communes, est catégorisée dans les aires de moins de 50 000 habitants,.

### Occupation des sols
L'occupation des sols de la commune, telle qu'elle ressort de la base de données européenne d’occupation biophysique des sols Corine Land Cover (CLC), est marquée par l'importance des forêts et milieux semi-naturels (81,3 % en 2018), une proportion identique à celle de 1990 (81,3 %). La répartition détaillée en 2018 est la suivante : forêts (79,6 %), zones urbanisées (8,2 %), espaces verts artificialisés, non agricoles (3,4 %), prairies (3,2 %), eaux continentales (2,5 %), milieux à végétation arbustive et/ou herbacée (1,6 %), zones agricoles hétérogènes (1,5 %). L'évolution de l’occupation des sols de la commune et de ses infrastructures peut être observée sur les différentes représentations cartographiques du territoire : la carte de Cassini (XVIIIe siècle), la carte d'état-major (1820-1866) et les cartes ou photos aériennes de l'IGN pour la période actuelle (1950 à aujourd'hui).

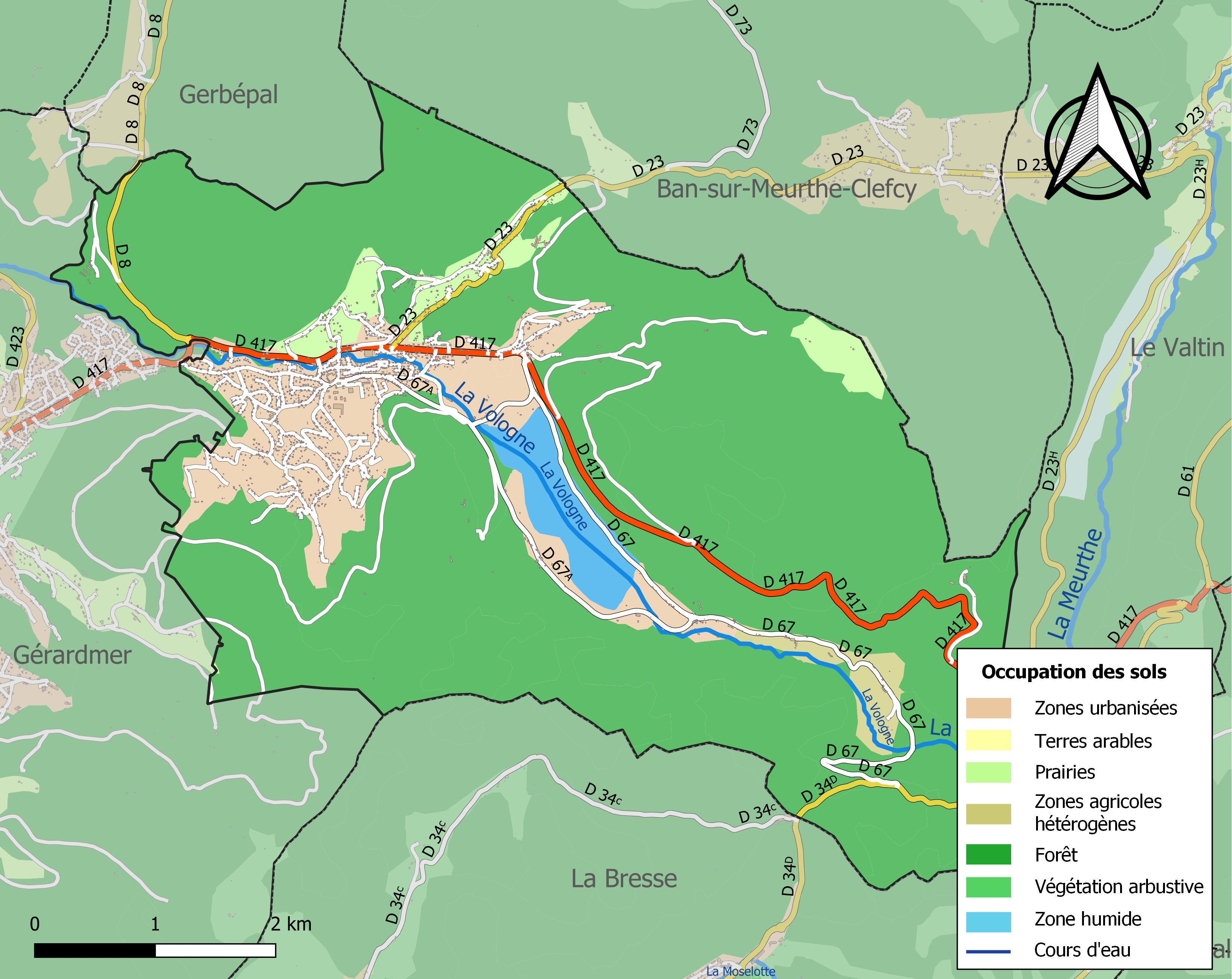
Carte des infrastructures et de l'occupation des sols de la commune en 2018 (CLC).

### Voies de communications et transports

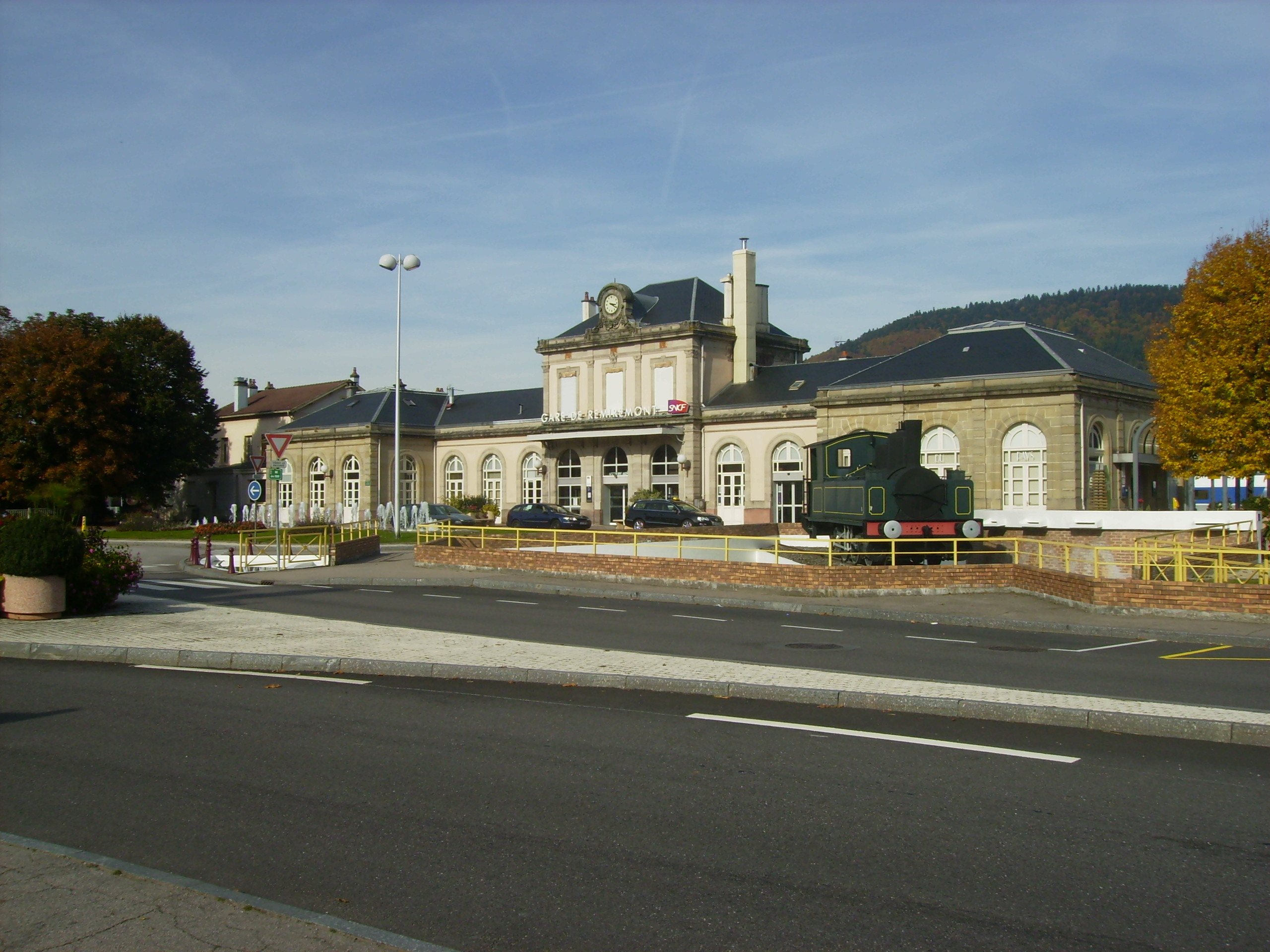
Gare de Remiremont.

#### Transports en commun
- Fluo Grand Est.

#### Lignes SNCF
- Gare de Remiremont.
- Gare de Metzeral.

## Toponymie
Le nom de la localité est attesté sous la forme Xonruz en 1593 ; Xonrux (1593) ; Xonrup (1670) ; Xonrupt (1777).

Hchonri en patois : hchon est un pont primitif formé d'une seule planche (chon) ; chonri en est le pluriel.
Les toponymistes sont unanimes sur l'origine de l’élément -rupt, il s'explique par le mot ru « ruisseau », comme le montrent les formes anciennes. Il est aussi à l'origine des différents Rupt. La graphie ru-pt est une altération tardive [graphique] de -ru, modification graphique parfaitement attestée dans les formes anciennes,,. Le phénomène de transfert d'un nom de ruisseau (un hydronyme) à un nom de lieu est un mode extrêmement productif dans la formation des toponymes anciens (l'inverse étant plus récent).
Albert Dauzat a d'abord écrit « Au sujet des composés en -ru (-rupt, ruisseau), Xonrupt doit être le ruisseau de la hauteur, summum (cf. le signal du Xon, entre Metz et Nancy). », avant de changer d'avis dans son ouvrage écrit en collaboration avec Charles Rostaing. En effet, ils considèrent désormais que le premier élément Xon- pourrait être le nom de personne germanique Sivo que l'on retrouve dans Xonville (Meurthe-et-Moselle, Sione villa en 849), qui contient manifestement un nom de personne au cas régime.
Ces formations toponymiques en -rupt sont calquées sur les formations germaniques en -bach (cf. aussi -bache, -bais).

## Histoire

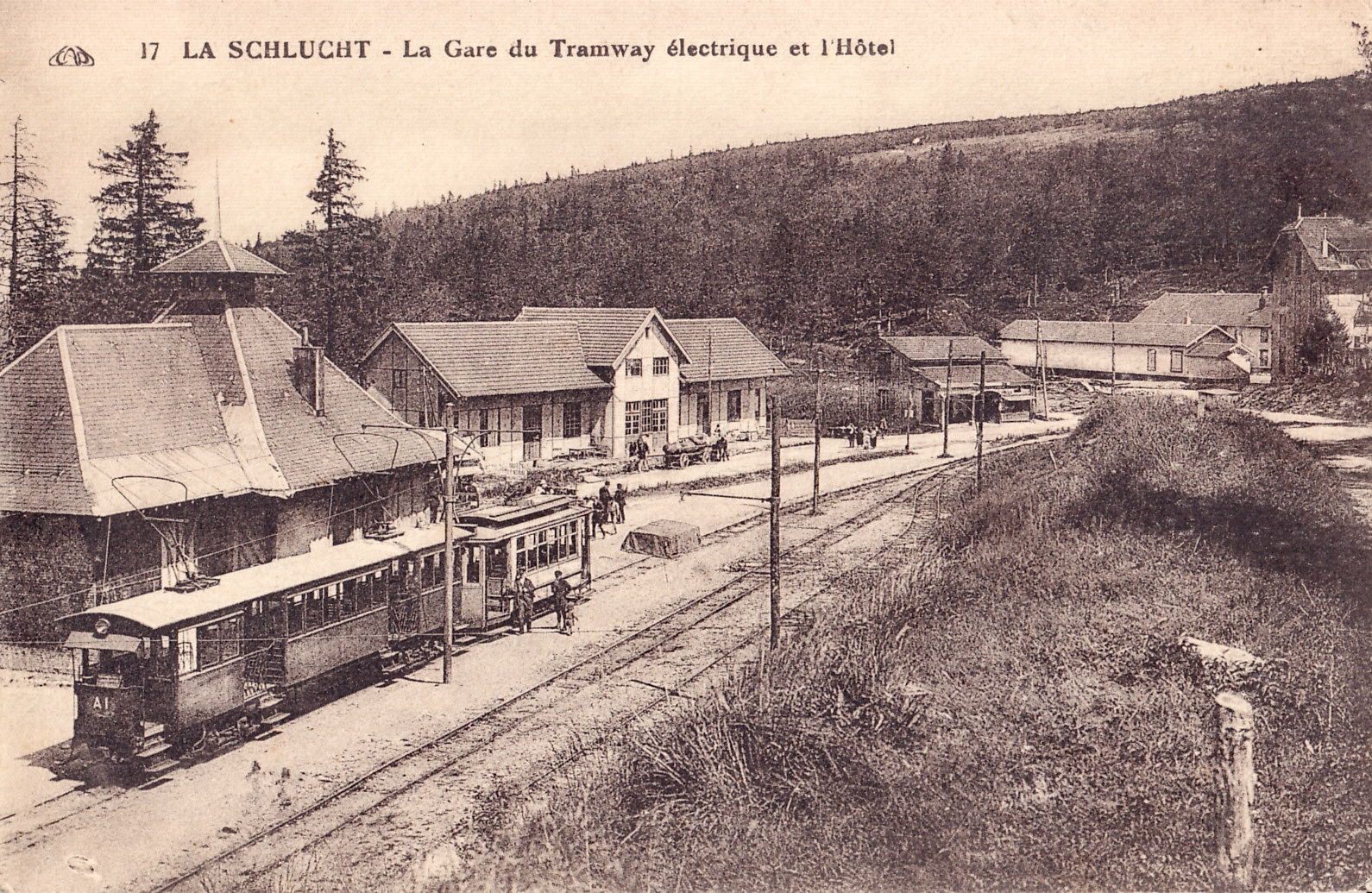
La Schlucht. La gare du tramway électrique et l'hôtel avant 1914.

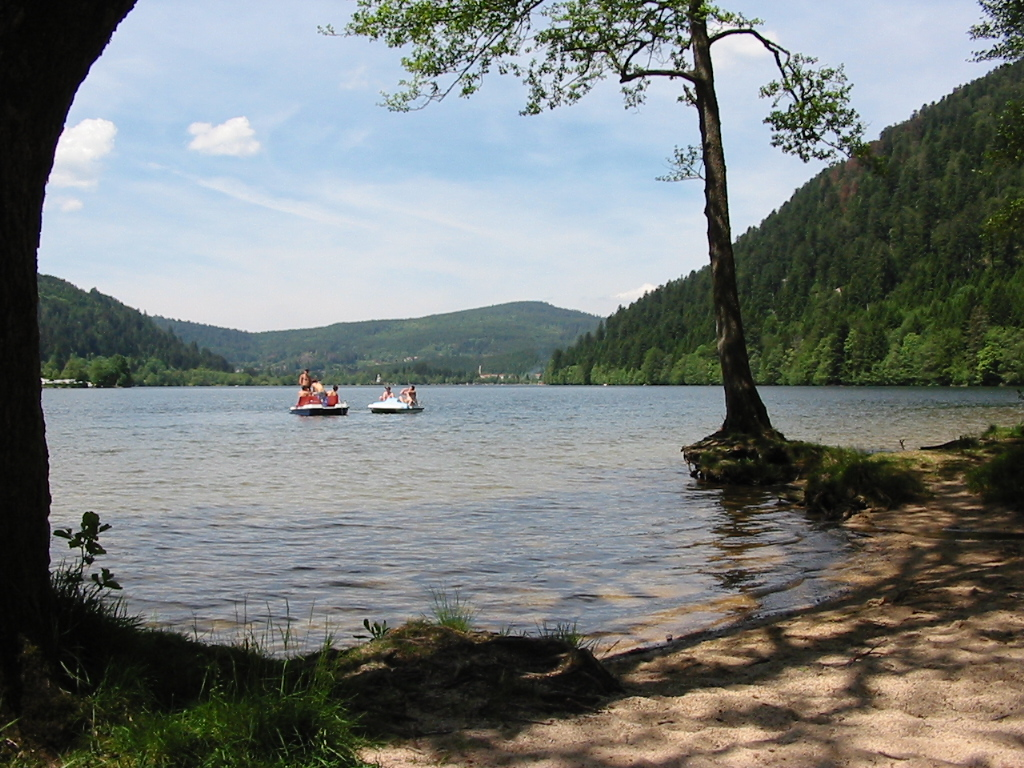
Le lac de Longemer.

Le premier habitant célèbre des bords du lac, un authentique ermite du début du XIe siècle est un chevalier lorrain d'origine alsacienne nommé Bilon. Pour se repentir, il s'isole dans une chapelle qu'il construit lui-même au bord du lac : ce lieu autrefois sacré s'appelle maintenant la butte Bilon. Il passe le reste de sa vie à prier. Le personnage pieux est nourri par les habitants des hameaux et des censes isolées.
Mais il est, pour les historiographes religieux, le premier habitant légendaire de la vallée des lacs. Il existe aussi une ferme près du lac en liaison avec l'ermitage, peut-être fondée après l'époque pionnière de Billon. L'autre fait marquant des chroniques légendaires est le passage emblématique avec sa cour de Charlemagne, grand amateur de chasse.
Les habitants du hameau de Xonrupt et des proches écarts ou habitations parfois semi-permanentes des abords de Longemer appartiennent d'antique mémoire à une section du fundus ou grand domaine de Gérardmer, érigé en ban forestier à l'époque mérovingienne. Le ban devient canton et unique commune en 1790, le territoire de la section de Xonrupt fait partie de la commune de Gérardmer.
La commune de Xonrupt a été créée par une loi du 22 octobre 1919 qui partage en deux la commune de Gérardmer. Elle comptait alors 809 habitants. Le nom du lac fut apposé plus tard dans un but de reconnaissance touristique, changement officialisé en 1938.
L'église a été inaugurée en 1934.
En 1944, la quasi-totalité du village a été brûlée par l'armée allemande, dont le but était de ralentir la progression des Alliés en laissant une population dans le désarroi.
La commune a été décorée, le 11 novembre 1948, de la Croix de guerre 1939-1945.

## Politique et administration

### Budget et fiscalité 2022

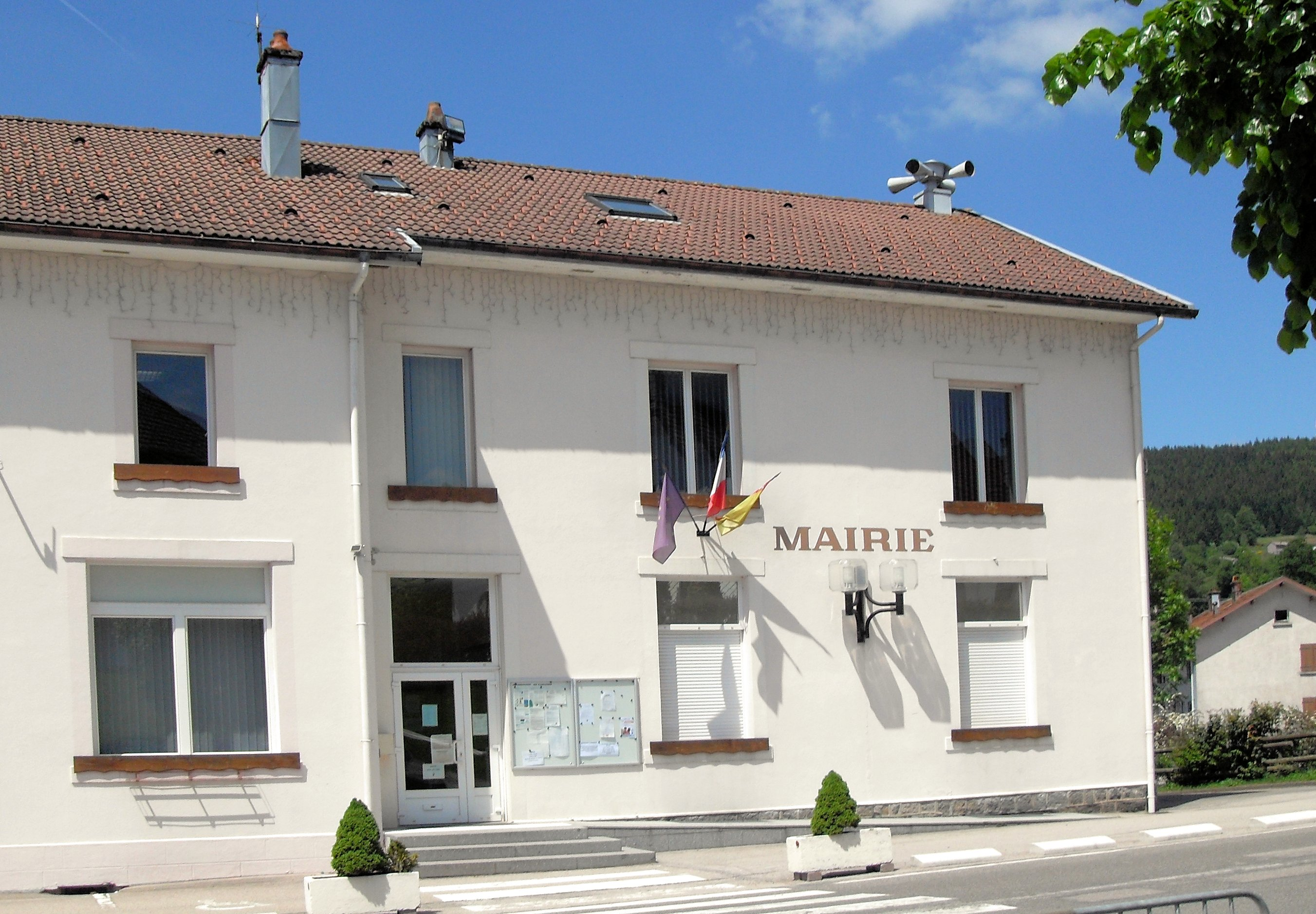
La mairie.

En 2022, le budget de la commune était constitué ainsi :
- total des produits de fonctionnement : 1 972 000 €, soit 1 260 € par habitant ;
- total des charges de fonctionnement : 1 882 000 €, soit 1 203 € par habitant ;
- total des ressources d'investissement : 563 000 €, soit 360 € par habitant ;
- total des emplois d'investissement : 847 000 €, soit 541 € par habitant ;
- endettement : 85 000 €, soit 55 € par habitant.

Avec les taux de fiscalité suivants :
- taxe d'habitation : 23,80 % ;
- taxe foncière sur les propriétés bâties : 39,79 % ;
- taxe foncière sur les propriétés non bâties : 25,50 % ;
- taxe additionnelle à la taxe foncière sur les propriétés non bâties : 38,75 % ;
- cotisation foncière des entreprises : 20,58 %.

Chiffres clés Revenus et pauvreté des ménages en 2021 : médiane en 2021 du revenu disponible, par unité de consommation : 24 300 €.

### Liste des maires
| Période                                  | Période                       | Identité         | Étiquette | Qualité                               |
| ---------------------------------------- | ----------------------------- | ---------------- | --------- | ------------------------------------- |
| Les données manquantes sont à compléter. |                               |                  |           |                                       |
| 1919                                     |                               | Félix Leduc      |           |                                       |
| 1922                                     | juillet 1930                  | Louis Martin     |           | Menuisier, décédé en cours de mandat  |
|                                          | 1965                          | Paul Martin      |           |                                       |
| 1965                                     | mars 1983                     | Maurice Fermbach |           |                                       |
| mars 1983                                | décembre 1988                 | Claude François  |           | Retraité, démissionnaire              |
| décembre 1988                            | mars 1989                     | Claude Valroff   |           |                                       |
| mars 1989                                | juin 1995                     | François Lalevée |           | Retraité                              |
| juin 1995                                | mars 2001                     | Étienne Viry     |           | Artisan carreleur                     |
| mars 2001                                | mars 2009                     | Éric Mougel      |           | Démissionnaire                        |
| mars 2009                                | En cours (au 18 février 2015) | Michel Bertrand  |           | Préretraité, ancien agent de maîtrise |

## Population et société

### Démographie

#### Évolution démographique
L'évolution du nombre d'habitants est connue à travers les recensements de la population effectués dans la commune depuis 1921. Pour les communes de moins de 10 000 habitants, une enquête de recensement portant sur toute la population est réalisée tous les cinq ans, les populations de référence des années intermédiaires étant quant à elles estimées par interpolation ou extrapolation. Pour la commune, le premier recensement exhaustif entrant dans le cadre du nouveau dispositif a été réalisé en 2006.

En 2022, la commune comptait 1 475 habitants, en évolution de −3,34 % par rapport à 2016 (Vosges : −2,96 %, France hors Mayotte : +2,11 %).
| 1921 | 1926 | 1931 | 1936 | 1946 | 1954 | 1962 | 1968  | 1975  |
| ---- | ---- | ---- | ---- | ---- | ---- | ---- | ----- | ----- |
| 809  | 831  | 844  | 857  | 465  | 841  | 930  | 1 027 | 1 101 |

| 1982  | 1990  | 1999  | 2006  | 2011  | 2016  | 2021  | 2022  | - |
| ----- | ----- | ----- | ----- | ----- | ----- | ----- | ----- | - |
| 1 333 | 1 415 | 1 489 | 1 557 | 1 558 | 1 526 | 1 488 | 1 475 | - |

### Enseignement
Établissements d'enseignements :
- Écoles maternelles et primaires à Xonrupt-Longemer, Gérardmer.
- Collèges à Gérardmer, La Bresse, Corcieux, Munster, Fraize.
- Lycées à Gérardmer, Munster.

### Santé
Professionnels et établissements de santé :
- Médecins à Xonrupt-Longemer, Gérardmer, La Bresse.
- Pharmacies à Xonrupt-Longemer, Gérardmer, La Bresse.
- Hôpitaux à Gérardmer, Gerbépal, Fraize, Cornimont, Stosswihr, Munster.
- Centre hospitalier de Remiremont.

### Cultes
- Culte catholique, Paroisse Saint-Gérard-de-la-Vallée-des-Lacs[34], Diocèse de Saint-Dié.

## Économie

### Entreprises et commerces

#### Agriculture
- Élevage de vaches laitières.

#### Tourisme
- Hébergements et restauration à Xonrupt-Longemer, Gérardmer.

- Station du Poli :

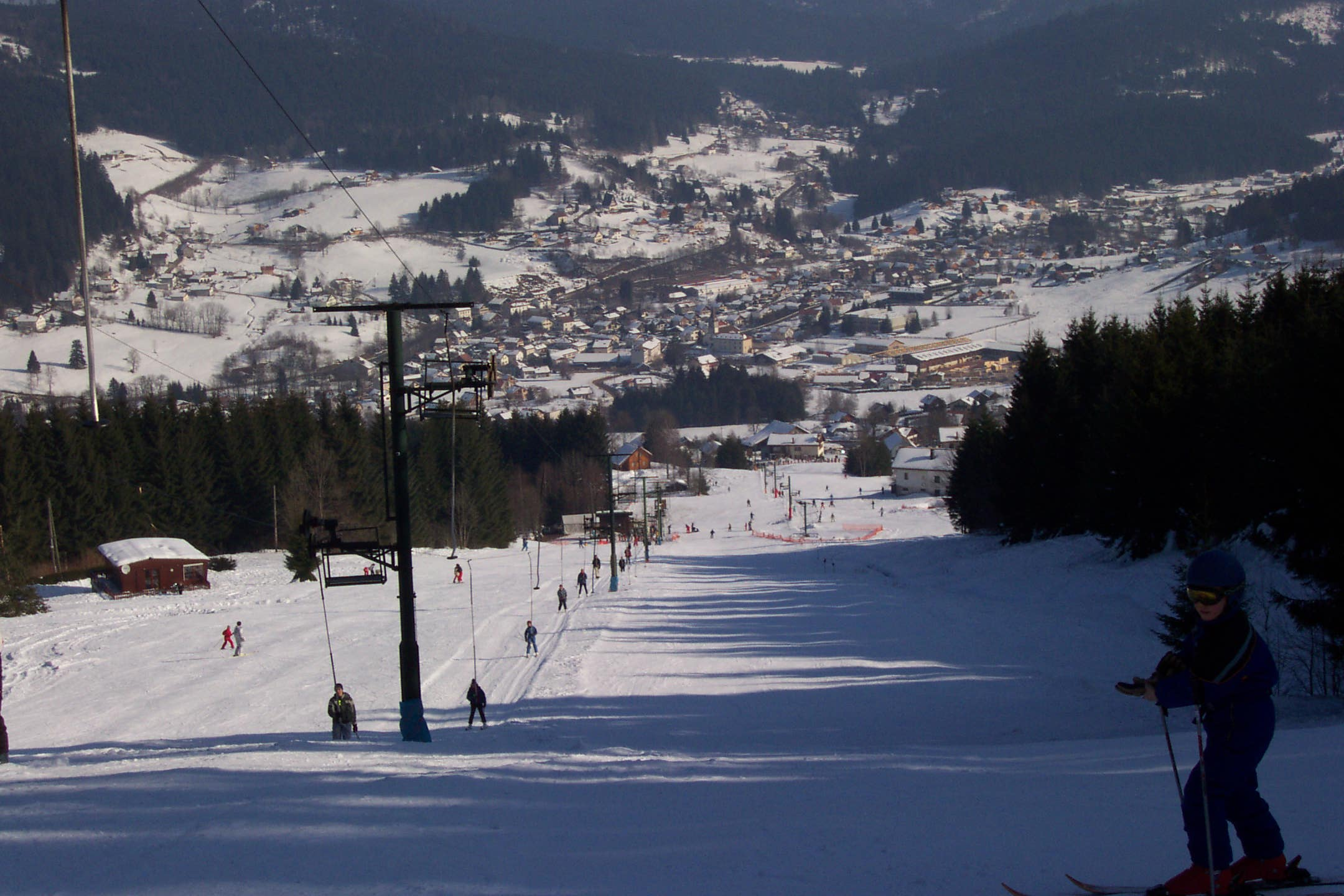
Station du Poli.

Le Poli est une station de ski proposant 2 pistes bleues, et 2 vertes étagées de 805 m à 980 m d’altitude sur les hauteurs de Xonrupt-Longemer. Une piste de luge y est aussi implantée, le tout desservi par deux téléskis permettant de monter un dénivelé de 175 m.
Fontaine Ferry est le nom désigné au domaine nordique labellisé Nordic France,. Composé d'une piste rouge de 11 km pour 112 m de dénivelé positif, d'une piste bleue de 4 km pour un dénivelé positif de 52 m ainsi que deux pistes de liaisons, il est complété par 4 circuits raquettes pour découvrir les environs et points de vue.

#### Commerces
- Commerces et services de proximité.

## Culture locale et patrimoine

### Lieux et monuments

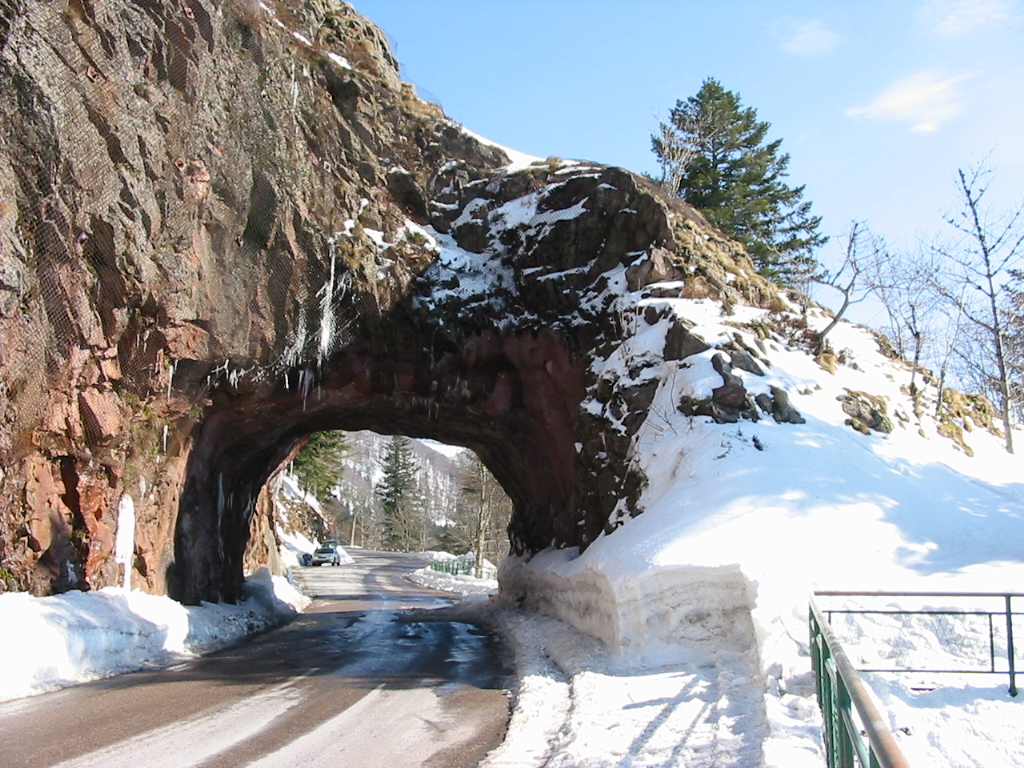
La Roche du Diable.
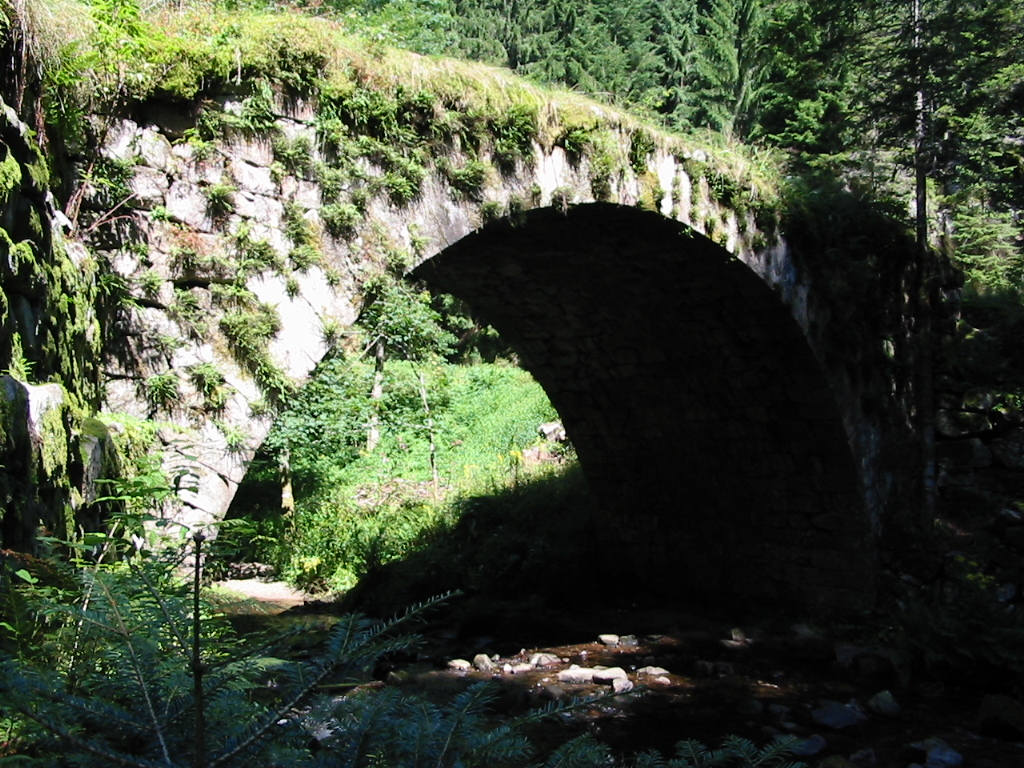
Le Pont des Fées.
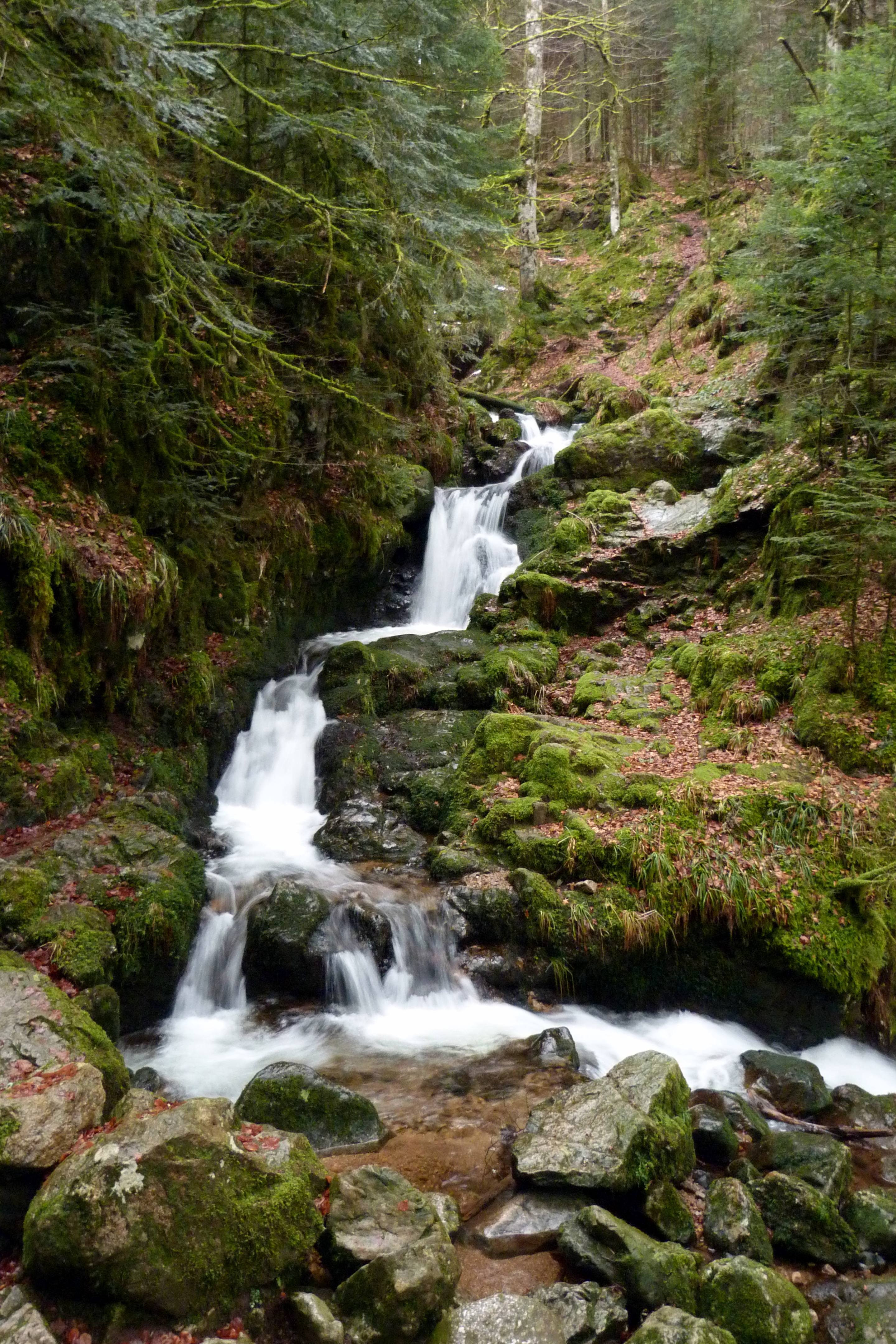
Cascade Charlemagne.
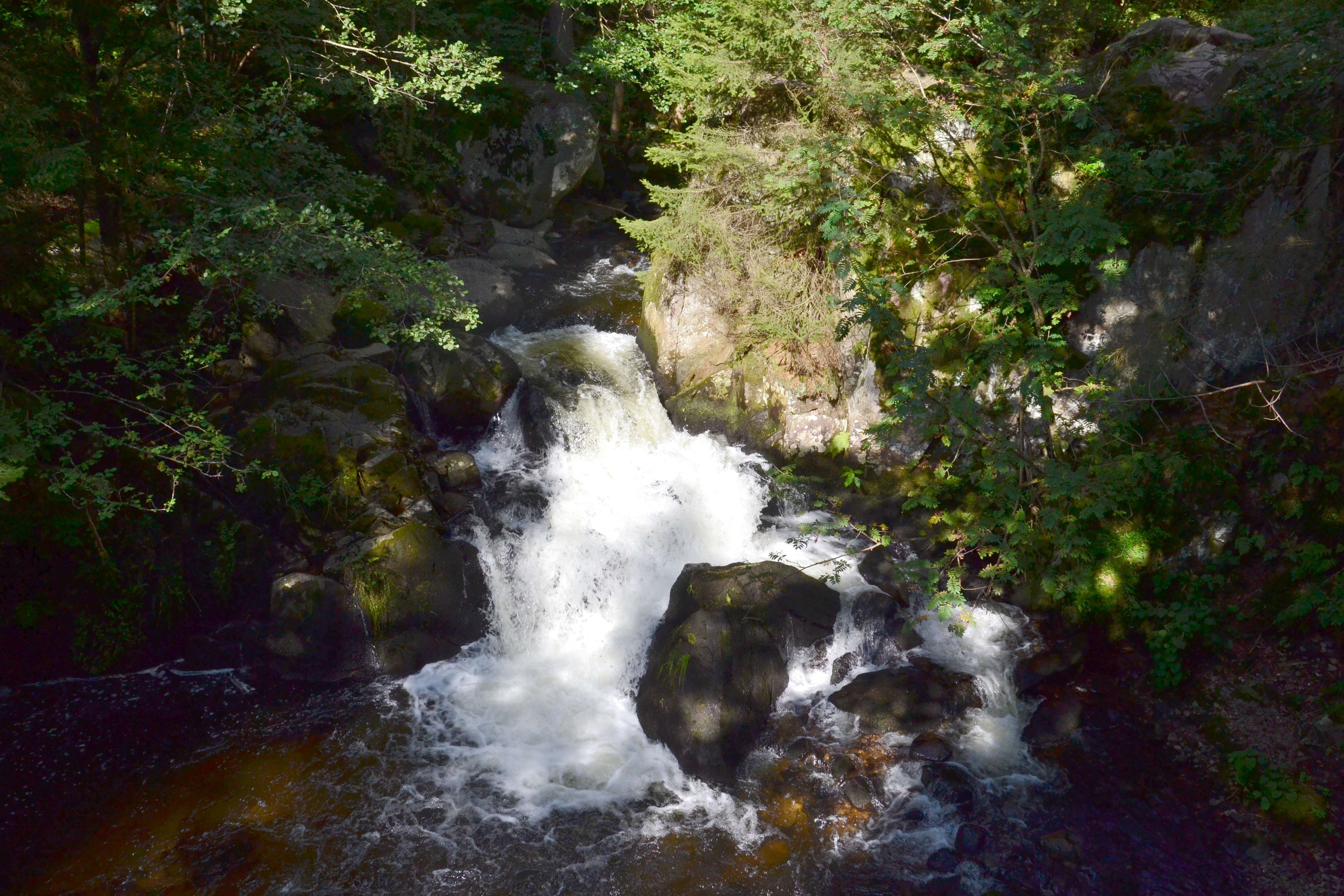
Saut des Cuves.
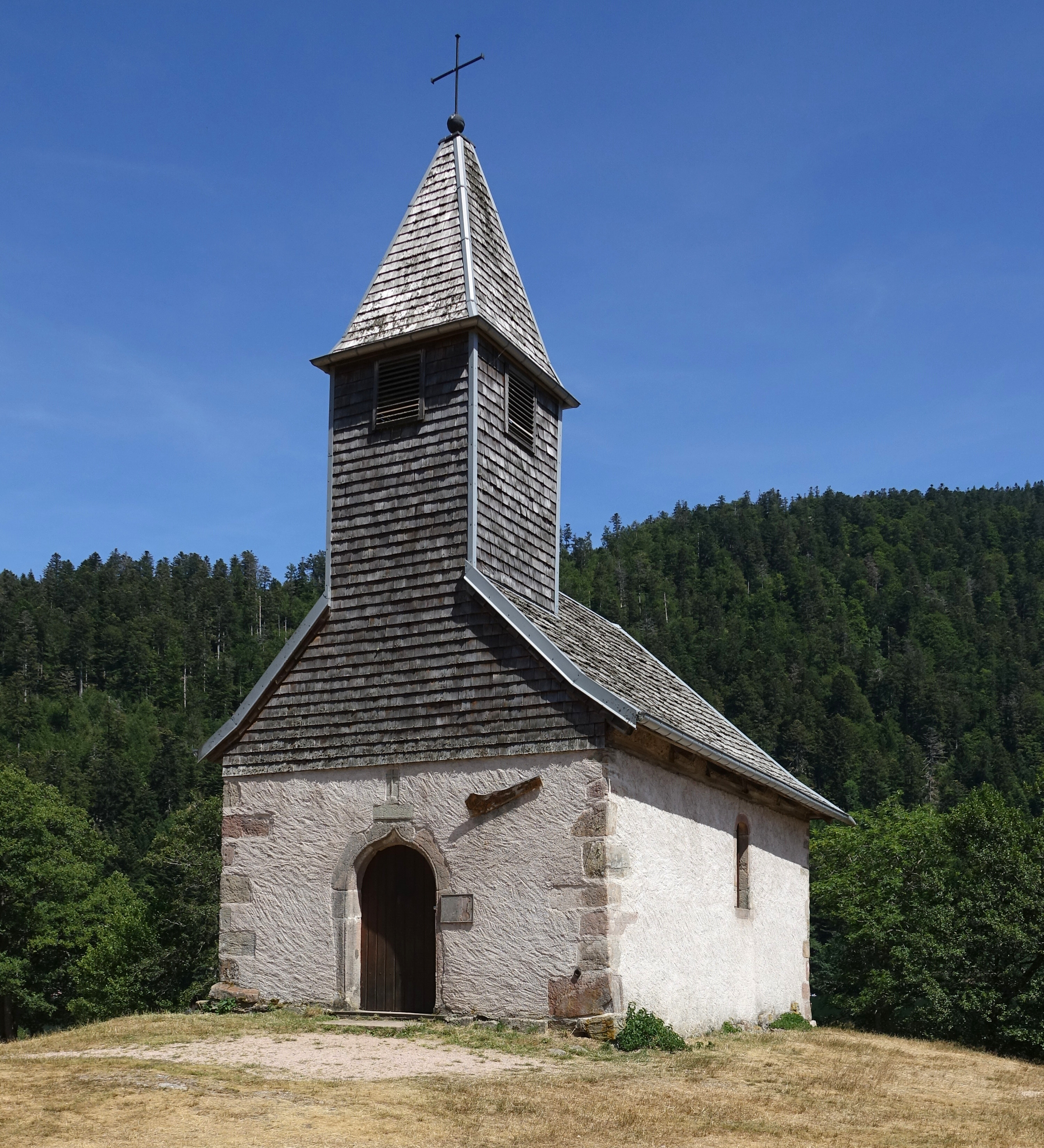
Chapelle Saint-Florent.
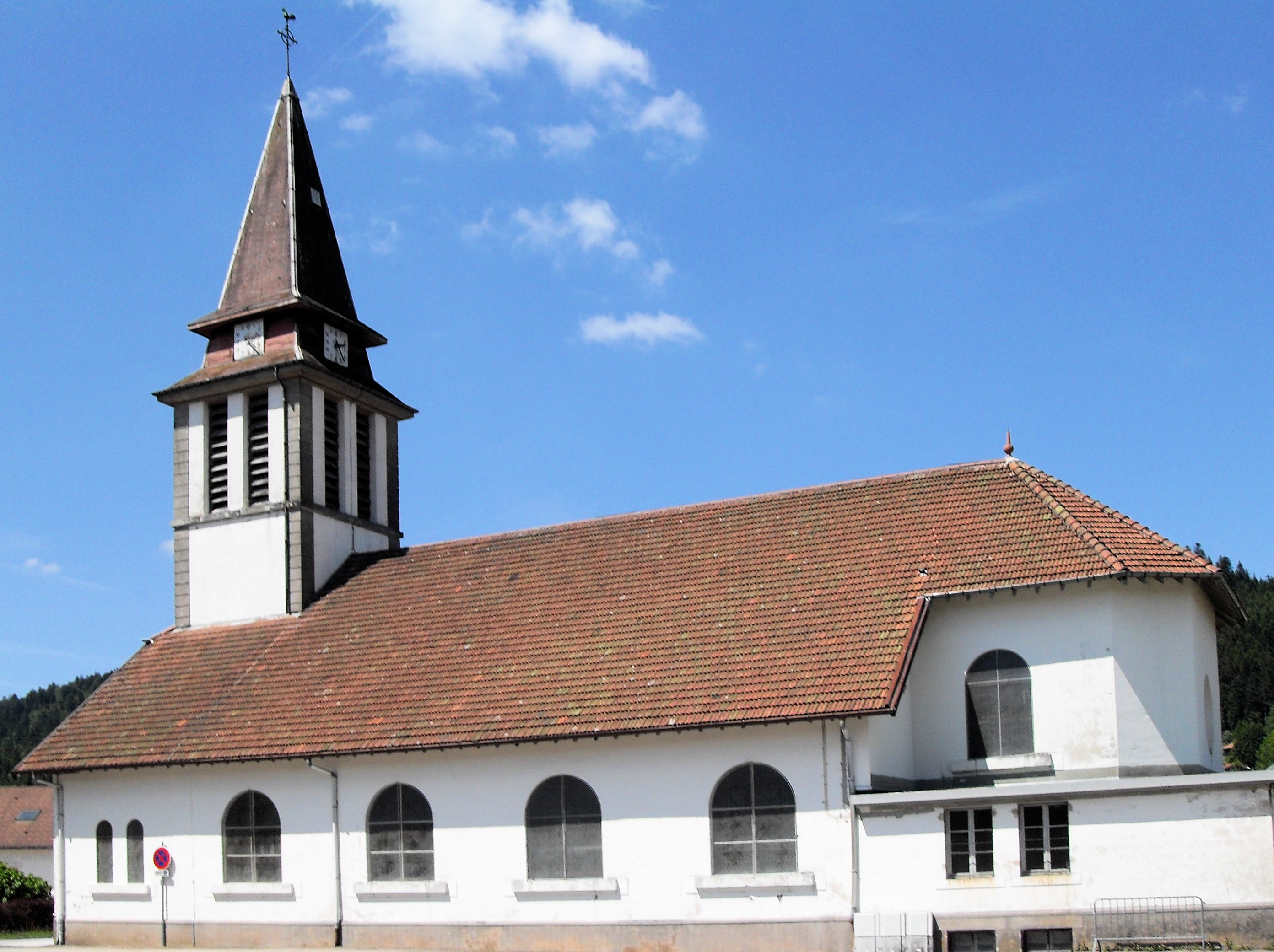
Église Sainte-Bernadette.
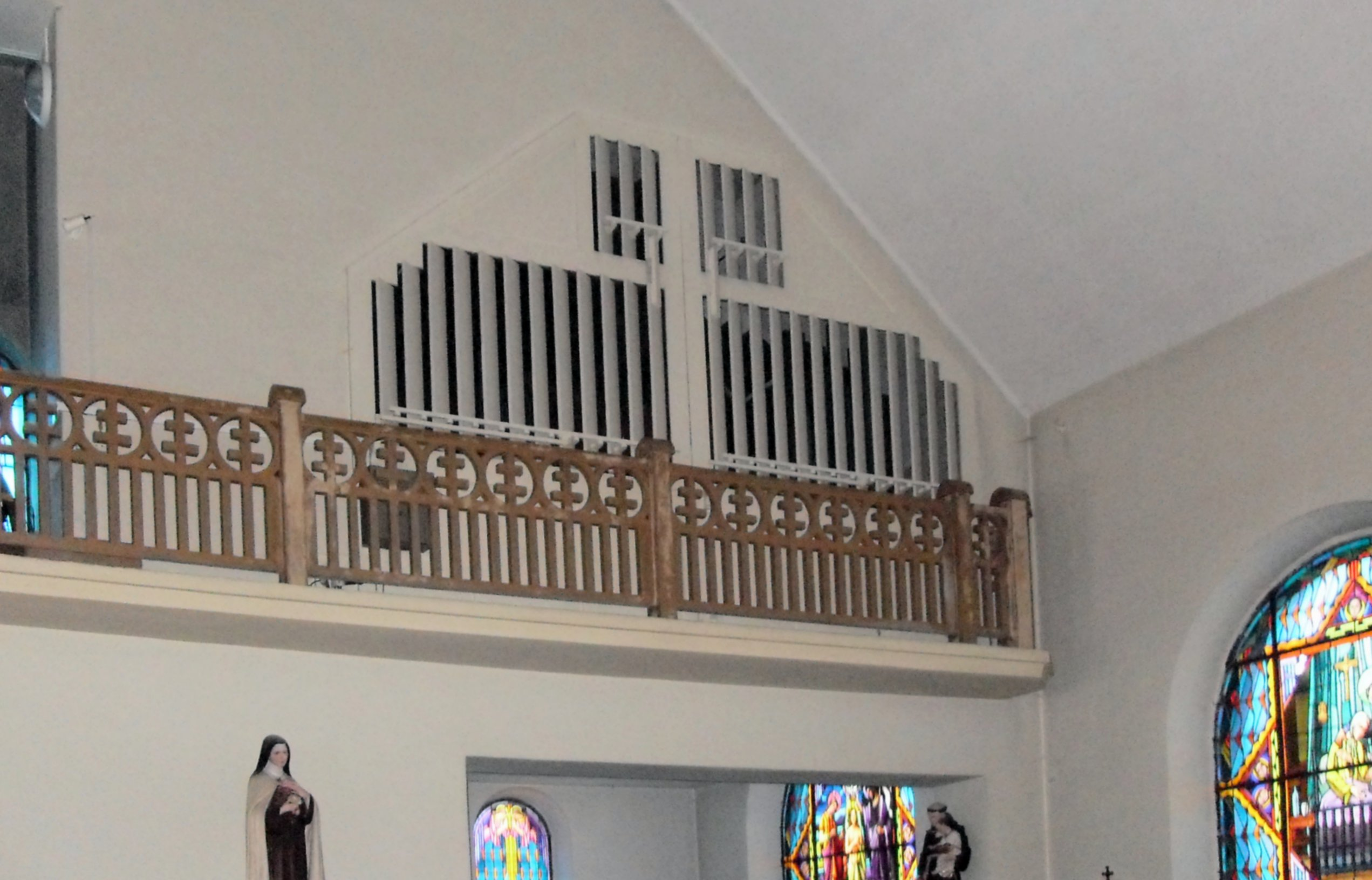
L'orgue de l'église Sainte-Bernadette.

#### Édifices civils
Le patrimoine naturel, lacs et forêts, est le moteur principal de l'attraction touristique du lieu, mais se complète de créations humaines méritant une visite :
- le tunnel de la Roche du Diable voulu en 1858 par Napoléon III[38] ;
- le pont dit Pont des Fées (également sur la commune de Gérardmer)[39] inscrit au titre des monuments historiques par arrêté du 11 février 1972[40];
- Tramway de Gérardmer : le tracé du tramway électrique qui relia, de 1897 à 1939, Gérardmer au Hohneck, en passant par la Schlucht ;
- le jardin d'altitude du Haut Chitelet.

#### Édifices religieux
- Chapelle de l'ermite Bilon, détruite au XIIe siècle ou au XIIIe siècle[41].
- Chapelle Saint-Florent[42], reconstruite en 1727, et sa cloche de 1650[43].
- Église Sainte-Bernadette et son orgue réalisé par Jacquot-Lavergne en 1943[44]. Cette église est rattachée à la paroisse Saint-Gérard-de-la-Vallée-des-Lacs.
- Monument aux morts 1914-1918, monument aux morts 1939-1945, plaque commémorative du 5e R.I., vitraux dans l'église, stèle commémorative[45].

### Manifestation sportive
- Xterra France depuis 2010.

### Personnalités liées à la commune
- Jean-Paul Pierrat (1952-), skieur de fond.

### Héraldique
| Blason | Blasonnement : D'argent, au pont de sable maçonné du champ mouvant de la pointe, brochant une rivière ondée d'azur aussi en pointe et accompagné en chef d'un cerf courant de gueules ; brochant sur le tout deux sapins de sinople issant des flancs dextre et sénestre. Commentaires : Ce blason retranscrit l’étymologie chon-rupt représentée par le pont surplombant la rivière. Les deux sapins et le cerf indiquent que les forêts sont abondantes et giboyeuses sur le territoire communal. |

## Pour approfondir